# Uus Nootamaa
Uus Nootamaa ist eine unbewohnte Insel, 2,9 Kilometer von der größten estnischen Insel Saaremaa entfernt. Die Insel liegt in der Landgemeinde Saaremaa im Kreis Saare. Sie gehört zum Nationalpark Vilsandi.
Uus Nootamaa ist 160 Meter lang und 80 Meter breit.